# イエセ (17世紀のクサニ公)
イエセ・クスニス・エリスタヴィ（グルジア語: იესე ქსნის ერისთავი、グルジア語ラテン翻字: Iese Ksnis Eristavi、生没年不詳）は、17世紀前半のカルトリ王国の政治家。クサニ公国のエリスタヴィ。ギオルギ・サアカゼの戦友であり、カルトリ王ロストムとの戦いではカヘティ王テイムラズ1世と同盟を組んだ。最終的にロストム王との和解を決意し、ペルシャに渡ったが、そこでパプナ・アミラフヴァリの息子たちに殺害された。

## 生涯
17世紀前半、ルアルサブ2世の治世下のカルトリ王国において、イエセはクサニ公国のエリスタヴィとなった。イエセはアラグヴィ公国のエリスタヴィ・ヌグザルとともに、広大な領地を支配した。
イエセはギオルギ・サアカゼの戦友 (თანამებრძოლი) であったと記録されている。当時、ギオルギ・サアカゼはトビリシのモウラヴィであり、ツヒンヴァリとドヴァレティを統治していた。ギオルギ・サアカゼは、ジョージアの貴族たち――アラグヴィ公ヌグザル、アンドゥカパル・アミラフヴァリ、ペシャンギ・パラヴァンディシビリ、アガタング・ヘルヘウリゼ――との同盟を主導し、イエセもこれに加わった。
その後イエセは、サファヴィー朝の支配に対して長期間の抵抗を続けていたカヘティ王テイムラズ1世を支持し、カルトリ王ロストムに対する闘争に参加した。ロストムは親ペルシャの立場であり、サファヴィー朝からカルトリの統治を任されていた。だがイエセは最終的にテイムラズ1世からロストム王への支持に転換することを決断した。この決断は当時の複雑な政治情勢を背景としたものであった。
イエセはカルトリ王ロストムとの和解のため、ペルシャに渡った。しかしイエセはペルシャにおいて、パプナ・アミラフヴァリの息子たちに殺害された。これは、かつてイエセがパプナを殺害したことに対する復讐であった。